# Mims
Shawn Mims (bedre kendt som Mims; født 22. marts 1981 i Washington Heights, Manhattan) er en amerikansk rapper med jamaicanske rødder. 

## Albums
Mims har lavet 2 albums i sin karriere 
| Album              | år   |
| ------------------ | ---- |
| Music Is My Savior | 2007 |
| Guilt              | 2009 |